# Norman Bethune

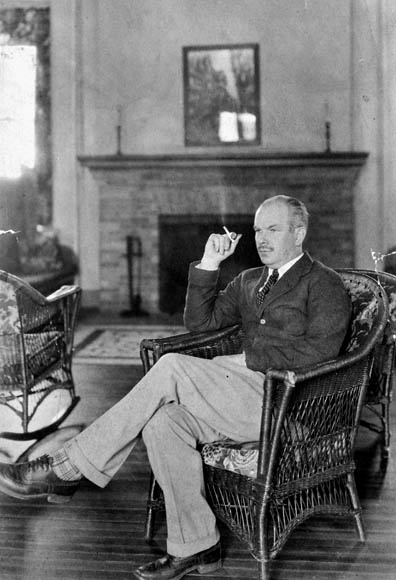
Norman Bethune 1928

Henry Norman Bethune (chinesisch 白求恩, Pinyin Bái Qiú’ēn, * 3. März 1890 in Gravenhurst, Ontario; † 12. November 1939 in Huangshikou, Kreis Tang der Stadt Baoding, Provinz Hebei, China) war ein kanadischer Arzt und Internationalist, der führend war in der operativen Behandlung von Tuberkulose und im Spanischen Bürgerkrieg (1936–1937) sowie in der Republik China (1938–1939) als Chirurg tätig war. Er starb an einer Blutvergiftung im zweiten Japanisch-Chinesischen Krieg auf der Seite der Kommunisten.

## Leben
Bethune stammt aus Gravenhurst in der kanadischen Provinz Ontario. Nach langjähriger Tätigkeit als Lungenchirurg entschloss er sich, als seit 1935 aktives Mitglied der Kommunistischen Partei Kanadas, 1936 der spanischen Republik in ihrem Kampf gegen die Putschisten unter Franco beizustehen.

### Arzt in Spanien und China
In Spanien initiierte er den Aufbau eines Bluttransfusions-Dienstes an vorderster Front, der flexibel dem Kampfgeschehen folgte, eine Neuerung in der Geschichte des militärischen Sanitätsdienstes, die schon in den napoleonischen Kriegen von Dominique Jean Larrey entwickelt und eingeführt wurde. Ähnliche Dienste wurden unter anderem seit dem Koreakrieg bis 1997 von den USA unter der Bezeichnung Mobile Army Surgical Hospital eingesetzt. Die neue Form der Verwundetenversorgung führte zu Innovationen im Bereich Bluttransport.
Am 6. Juni 1937 reiste Bethune aus Spanien ab und kam am 18. Juni in Montreal, Kanada, an. Die folgenden sieben Monate tourte er im Rahmen einer Solidaritätskampagne durch die USA und Kanada. Beunruhigt von Nachrichten über intensivierte Angriffe der japanischen Armee auf chinesisches Territorium, dem Beginn des Zweiten Japanisch-Chinesischen Krieges, beschloss er den chinesischen kommunistischen Streitkräften, der 8. Marscharmee, einem Vorläufer der Volksbefreiungsarmee, beizustehen. Ende Februar 1938 gelangte er zu dieser Armee.

### Arzt in China

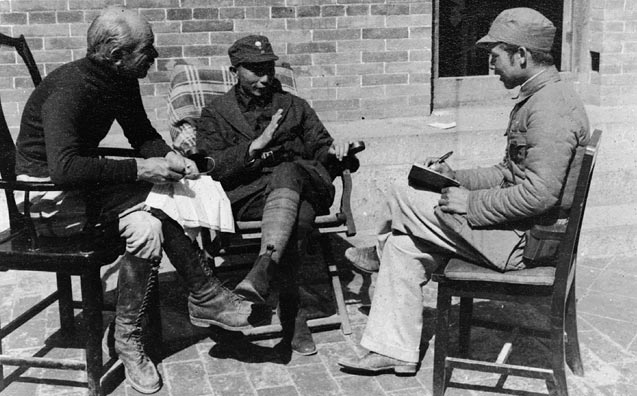
Besprechung mit dem Befehlshaber

Der chinesische Sanitätsdienst befand sich in viel schlechterer Verfassung als der spanische. Es fehlte an Material und Fachkräften, Verwundete wurden nicht an der Front, sondern erst nach oft tagelangen Transporten im Hinterland von Ärzten behandelt. Bethune begann, das Sanitätswesen neu zu ordnen, Möglichkeiten zur Ausbildung zu schaffen und arbeitete mit großem Engagement bei den von ihm initiierten mobilen chirurgischen Feldlazaretten. Für die Einrichtung eines Transfusionsdienstes reichten die Mittel bei weitem nicht aus bzw. waren wegen der Blockade nicht zu bekommen. Bei einer Operation zog er sich infolge einer Schnittverletzung eine Blutvergiftung zu, an deren Folgen er am 12. November 1939 in der Gemeinde Huangshikou (黄石口乡), Kreis Tang (唐县) der Stadt Baoding, Provinz Hebei, verstarb.
Seine Arbeit und sein unermüdlicher Einsatz machten in China, besonders bei Mao Zedong, tiefen Eindruck. Später veröffentlichte Mao den Essay In Erinnerung an Norman Bethune (chinesischer Originaltitel: 紀念白求恩 Jinian Bai Qiu'en), welches die Zeit Bethunes in China zum Thema hatte. Mindestens in der Zeit Maos war die Schrift weit verbreitet. Mao schrieb im Vorwort: Als selbstloser Internationalist ist Doktor Bethune ein Vorbild für jeden Menschen.

### Norman Bethune College of Medicine
Noch 1939 wurde von Marschall Nie Rongzhen das Norman Bethune College of Medicine in Tang county der Provinz Hebei gegründet. Es besteht noch heute und gehört zur Jilin-Universität.

## Ehrungen
Am 10. August 1972 ehrte die kanadische Regierung, vertreten durch den für das Historic Sites and Monuments Board of Canada zuständigen Minister, Norman Bethune und erklärte ihn zu einer „Person von nationaler historischer Bedeutung“. Sein Geburtshaus in Gravenhurst selber ist seit 1997 eine National Historic Site of Canada.
- 1998 wurde Bethune postum in die Canadian Medical Hall of Fame aufgenommen.
- Die kommunistische Partei Chinas ernannte ihn zum Alten Freund des chinesischen Volkes.[3]
- 2009 haben 56 Millionen Internetnutzer von Radio China International (CRI) die „Top Ten International Friends“ aus dem Ausland in den letzten 100 Jahren gewählt. Bethune erreichte Platz 1 der Liste.[4]

## Bilder

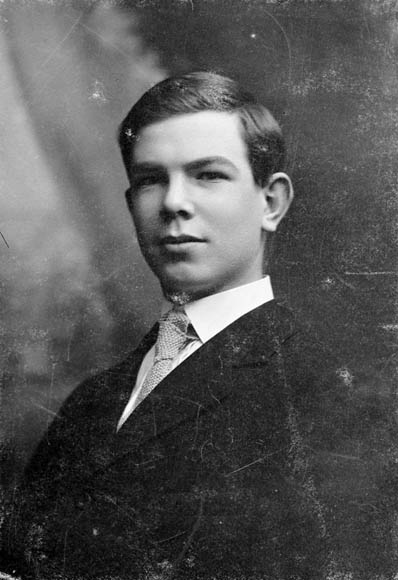
Norman Bethune 1905
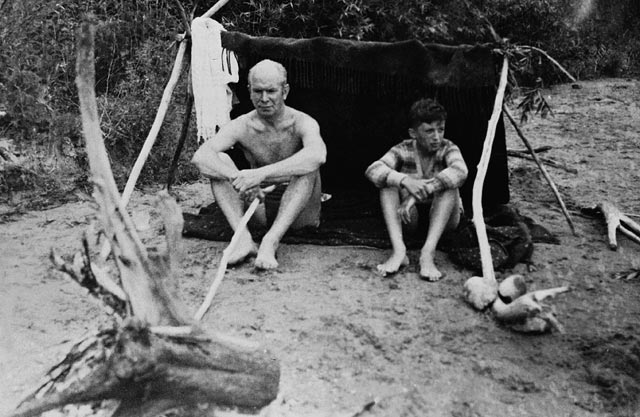
Norman Bethune 1936
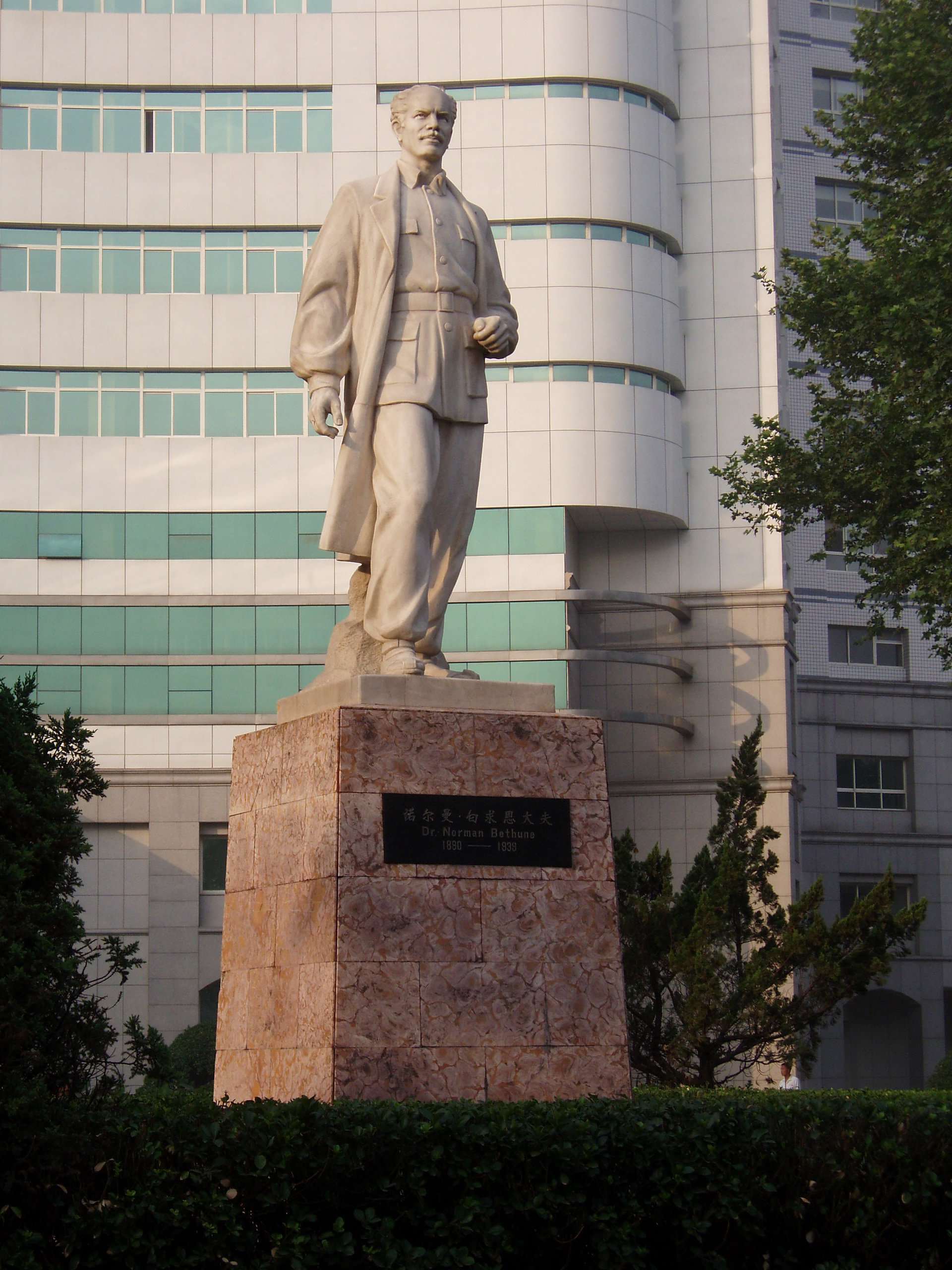
Norman Bethune Statue, Bethune International Peace Hospital in Shijiazhuang
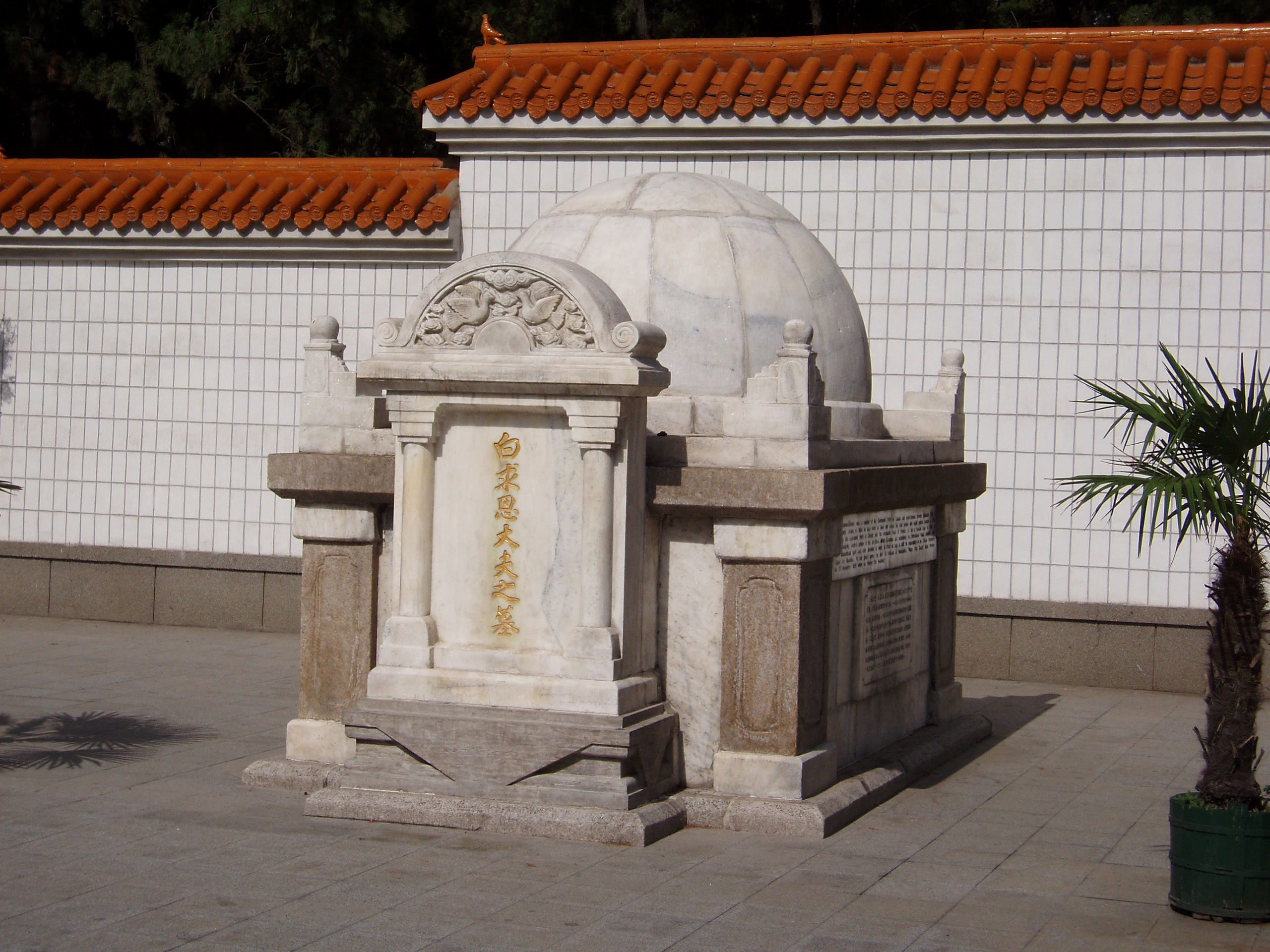
Grabmal im Märtyrerfriedhof von Shijiazhuang (das eigentliche Grab Bethunes befindet sich auf dem North China Martyrs Memorial Cemetery in der Provinz Hebei)